# Rohožník (okres Malacky)
Rohožník (Hongaars:Nádasfő) is een Slowaakse gemeente in de regio Bratislava, en maakt deel uit van het district Malacky.
Rohožník telt 3480 inwoners.